# Кафе-музей Гарланда Сандерса

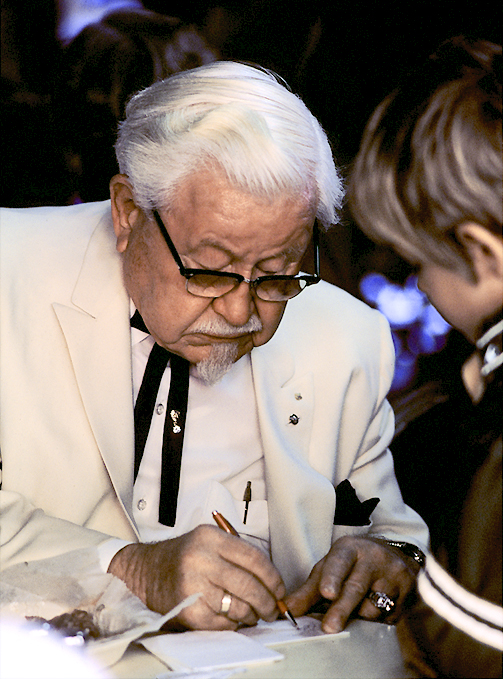
Засновник KFC Гарланд Сандерс

Кафе-музей Гарланда Сандерса — історичний ресторан, розташований у місті Корбін, штат Кентуккі. Гарланд Сандерс, засновник Kentucky Fried Chicken (KFC), експлуатував ресторан з 1940 по 1956 рік. Сандерс також розробляв та покращував свій «секретний рецепт» смаження курки під тиском у кафе протягом 1940-х років. Будівлю кафе було внесено до Національного реєстру історичних місць США 7 серпня 1990 року.

## Історія
Після переїзду у Корбін у 1930 році Полковник Сандерс відкрив СТО через дорогу від теперішнього місця кафе. Сандерс подавав страви мандрівникам у задній частині станції технічного обслуговування за власним обіднім столом, на шість місць. До 1937 року кулінарні здібності Сандерса стали добре відомими, і він побудував «кафе Сандерса» на 142 місця. Через два роки ресторан був знищений вогнем.

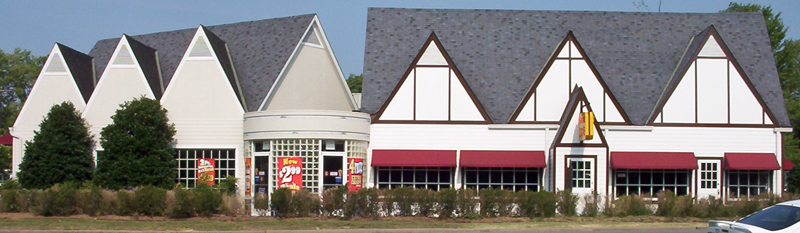
Туристи можуть придбати їжу у сучасному KFC (ліворуч) та повечеряти в кафе (праворуч), яке тепер служить і музеєм, і зоною відпочинку ресторану.

Незабаром, після пожежі 1939 року, розпочалось будівництво теперішньої будівлі «кафе Сандерса», а також прибудовано мотель. Ресторанно — мотельний комплекс знову відкрився 4 липня 1940 року. Новим доповненням кафе став макет кімнат, розташованих у сусідньому мотелі Сандерса. Це було зроблено для того, щоб переконати клієнтів провести ніч у мотелі.
Бізнес продовжував розвиватися, оскільки він розташовувався вздовж шосе № 25 (US 25), головного маршруту з півночі на південь через центральну частину Кентуккі. Це незабаром змінилося з переміщенням шосе, розділеного на US 25E та US 25W, поблизу його кафе, на нову дорогу US 25E за милю на північ, щоб забезпечити кращий доступ до неї з нещодавно побудованої автомагістралі 75.
З причини того, що автодорога обійшла ресторан та місто повністю, що призвело до зменшення кількості клієнтів, Сандерс продав кафе в 1956 році і почав продавати франшизи KFC.
Кафе Гарланда Сандерса було відремонтовано та відкрито восени 1990 року як музей. Сучасний заклад KFC також була побудована поруч із кафе на території колишнього мотелю. Зразковий номер мотелю було відновлено до початкового стану в рамках реконструкції, а сучасні туалети додані до задньої частини оригінальної будівлі. Перебуваючи в музеї, відвідувачі можуть оглянути офіс Гарланда Сандерса, побачити кухню, де Сандерс розробив «секретний рецепт», та переглянути пам’ятні речі KFC.